# Ambrogio Doria (doge)
Il Serenissimo Ambrogio Doria (Genova, 1550 – Genova, 12 giugno 1621) fu il 94º doge della Repubblica di Genova.
Morì appena un mese dopo essere stato eletto.

## Biografia

Stemma nobiliare dei Doria

### Primi anni
Figlio di Paolo Doria e di Tommasina Grimaldi, nacque a Genova intorno al 1550. Così come suo padre, che fu nel 1530 uno dei capitani delle guardie della Repubblica di Genova, anche Ambrogio Doria (o Ambrogio Giovanni come citato in altre fonti) fu avviato dalla famiglia alla carriera militare, e già nel 1575 partecipò con il grado di capitano nella guerra civile che sconvolse il capoluogo ligure tra le fazioni nobiliari cosiddette "vecchia" (a cui la famiglia Doria apparteneva) e "nuova".
Già impegnato a dar manforte ai fuorusciti genovesi "vecchi" riparati nel Marchesato di Finale, su espresso ordine dell'ammiraglio Giannandrea Doria, il capitano Ambrogio Doria fu inviato a Savona assieme a Paolo Giustiniani a prendere il possesso del porto cittadino e della vicina fortezza del Priamar prima che i siti finissero, nella sciagurata ipotesi, nelle mani dei nobili della fazione "nuova". Tra gli ordini, impartiti pare dallo stesso principe Doria, vi fu pure quello di non trascurare ogni possibile sospetto o mossa dei due precedenti commissari - Michele Spinola e Francesco Grillo - inviati da Genova nel savonese nel 1574.
Terminata la guerra civile genovese, Ambrogio Doria continuò la sua carriera militare e in uno scritto datato al 13 luglio 1583 il suo nome compare tra i trenta capitani dell'omonima magistratura, quest'ultima costituita dal governo della città dopo la parentesi bellica. Accompagnatore e scorta durante la visita a Genova della regina di Danimarca Sofia di Meclemburgo-Güstrow (moglie del sovrano Federico II di Danimarca), la sua ascesa in campo militare e statale si fece più intensa a cavallo tra la fine del XVI secolo e l'inizio del XVII secolo. Al servizio dello stato genovese, che aveva intensificato maggiormente la difesa del territorio ligure e conseguentemente la repressione degli eventi anti-genovesi, fu ancora inviato a gestire la sicurezza nella città savonese dal 20 settembre 1593 con la collaborazione di Stefano Pallavicini. Nel 1596 il suo nome compare quale referente del magistrato delle Triremi, organo incaricato della costruzione e salvaguardia delle navi e imbarcazioni.
In qualità di rappresentante diplomatico della repubblica - dopo i rifiuti di Arrigo Salvago prima e di Andrea Spinola poi - Ambrogio Doria cercò nel 1600 a Vienna, in una trattativa oramai definitivamente conclusa già nel 1598, di far valere, senza successo, una presunta legittimità e gli interessi di Genova sui territori del marchesato finalese che il duca Sforza Andrea Del Carretto aveva due anni prima venduto alla corona di Filippo II di Spagna.
Ritornato a Genova, tra gli anni 1604, 1605 e 1606 ricoprì le cariche amministrative e giudiziarie presso il magistrato degli Straordinari, al magistrato dei Cambi e al magistrato dei Conservatori del mare; nel biennio 1607-1608 fu sindacatore del capitaneato della val Polcevera e del Bisagno.

### La nomina dogale e la morte
Oramai impegnato pure nella gestione dello stato, il nome di Ambrogio Doria l'11 giugno 1609 fu estratto tra i componenti del Senato della Repubblica di Genova e come tale iscritto, fino al 1611, anche nel collegio dei procuratori. Nel 1610 sostituì Giorgio Centurione (futuro doge) alla guida della commissione per la lotta al banditismo assieme al collega e anch'egli futuro doge Bernardo Cybo Clavarezza e ancora, nel 1611, alla magistratura degli Straordinari. L'elezione a sindacatore supremo - l'organo statale incaricato di valutare principalmente la gestione e l'operato del doge prima dell'eventuale nomina favorevole di quest'ultimo alla carica di procuratore perpetuo - avvenne nel corso del 1614. Tra il 1616 e il 1618 fu ancora nelle magistrature dell'Annona e dei Cambi.
Per le sue qualità dimostrate sul campo più volte il nome di Ambrogio Doria comparve tra i possibili candidati alla nomina dogale, ma come altri esponenti nobiliari genovesi "pagò" il difficile equilibrio e compromesso che si raggiunse nella riforma legislativa del 1576 e che prevedeva una certa alternanza delle due principali fazioni nobili (la "vecchia" e la "nuova") al comando dello stato genovese. Solamente il 4 maggio del 1621 la figura del Doria, esponente della fazione "vecchia", fu scelta rapidamente e a larga maggioranza dal Consiglio quale successore del doge Pietro Durazzo.
La nomina, la quarantanovesima in successione biennale e la novantaquattresima nella storia repubblicana genovese, fu però destata dall'improvviso ictus cerebrale che portò il neo doge Ambrogio Doria alla morte, a Genova, il 12 giugno dello stesso anno. La sua prima e unica "uscita pubblica" fu il 28 maggio nella cattedrale di San Lorenzo per la solenne cerimonia funebre per il re Filippo III di Spagna. La prematura scomparsa del doge non permise, pertanto, la consueta e rituale cerimonia di incoronazione prevista per tutti i dogi, il secondo caso storico dopo Silvestro Invrea. Dopo i funerali celebrati dall'arcivescovo di Genova Domenico de' Marini il suo corpo fu sepolto all'interno della chiesa del Gesù e dei Santi Ambrogio e Andrea, poco distante dal palazzo Ducale.
Dal matrimonio con Gerolama Centurione ebbe tre figli: Paolo Francesco (che sposerà Artemisia Serra), Maria (moglie di Agostino Spinola) e Paola (moglie di Francesco Lomellini).